# Red Callender
Red Callender (Haynesville (Virginia), 8 maart 1916 – Saugus (Californië), 8 maart 1992) was een groot jazz-bassist en jazz-tubaïst. Hij is vooral bekend om zijn werk voor The Duke Ellington Orchestra en The Louis Armstrong All-Stars.
In de vroege jaren 40 speelde hij in The Lee & Lester Young Band en begon later een eigen trio. Later in de jaren 40 werkte hij samen met onder meer Dexter Gordon, Charlie Parker, Nat King Cole, Erroll Garner en andere grootheden uit de jazz. Na het leiden van zijn eigen trio in Hawaï, keerde Callender terug naar Los Angeles, waar hij een van de eerste Afro-Amerikaanse artiesten was in commerciële studio's.
Callenders hoogtepunt was Speak Low uit 1954 waarop hij als een van de eerste tuba-solo's speelde op een jazz-album.
Zijn hoogtepunten waren zijn opnames met Art Tatum, voor The Tatum Group Masterpieces (1955-1956) en zijn opnames met Charles Mingus bij het Monterey Jazz Festival van 1964.
- Biblioteca Nacional de España: XX872875
- Bibliothèque nationale de France: cb13892082g (data)
- Gemeinsame Normdatei: 131906356
- International Standard Name Identifier: 0000 0000 8130 6925
- Library of Congress Control Number: n86069627
- MusicBrainz: 60c34576-6819-4e75-9fa7-a734ef2ecd87
- Nationale Bibliotheek van Israël: 987007337142705171
- Nederlandse Thesaurus van Auteursnamen: 072056258
- Istituto Centrale per il Catalogo Unico: MODV620095
- SNAC: w6cv549f
- Système universitaire de documentation: 081223404
- Virtual International Authority File: 51874646
- WorldCat: E39PBJqkc8DG9WtVCMqJbj74MP